# Der Bulle von Tölz/Episodenliste

Logo zur Serie

Diese Episodenliste enthält alle Episoden der deutschen Krimiserie Der Bulle von Tölz, sortiert nach der Erstausstrahlung. Die Fernsehserie umfasst 69 Episoden in 14 Staffeln.

## Überblick
| Staffel | Episodenanzahl | Erstausstrahlung  | Erstausstrahlung   |
| Staffel | Episodenanzahl | Staffelpremiere   | Staffelfinale      |
| ------- | -------------- | ----------------- | ------------------ |
| 1       | 4              | 14. Januar 1996   | 4. Februar 1996    |
| 2       | 8              | 18. Februar 1996  | 13. April 1997     |
| 3       | 8              | 22. Februar 1998  | 7. Februar 1999    |
| 4       | 4              | 24. Februar 1999  | 3. Mai 2000        |
| 5       | 4              | 10. Mai 2000      | 27. September 2000 |
| 6       | 3              | 4. Oktober 2000   | 17. Oktober 2001   |
| 7       | 2              | 24. Oktober 2001  | 16. Januar 2002    |
| 8       | 4              | 23. Januar 2002   | 2. Oktober 2002    |
| 9       | 6              | 23. Oktober 2002  | 8. Oktober 2003    |
| 10      | 4              | 15. Oktober 2003  | 11. Februar 2004   |
| 11      | 5              | 17. März 2004     | 10. November 2004  |
| 12      | 6              | 20. April 2005    | 11. Januar 2006    |
| 13      | 5              | 19. Dezember 2006 | 27. März 2007      |
| 14      | 6              | 15. April 2008    | 3. Februar 2009    |

## Staffel 1
| Gedrehte Episode | Gesendete Episode | Titel              | Erstausstrahlung |
| ---------------- | ----------------- | ------------------ | ---------------- |
| 1                | 1                 | Das Amigo-Komplott | 14. Januar 1996  |
| 2                | 2                 | Tod im Internat    | 21. Januar 1996  |
| 3                | 3                 | Unter Freunden     | 28. Januar 1996  |
| 4                | 4                 | Palermo ist nah    | 4. Februar 1996  |

## Staffel 2
| Gedrehte Episode | Gesendete Episode | Titel                       | Erstausstrahlung |
| ---------------- | ----------------- | --------------------------- | ---------------- |
| 5                | 5                 | Tod am Altar                | 18. Februar 1996 |
| 6                | 6                 | Tod auf Tournee             | 19. Januar 1997  |
| 7                | 7                 | Bei Zuschlag Mord           | 26. Januar 1997  |
| 8                | 8                 | Bauernhochzeit              | 2. Februar 1997  |
| 9                | 9                 | Tod in der Brauerei         | 16. Februar 1997 |
| 10               | 10                | Waidmanns Zank              | 2. März 1997     |
| 11               | 11                | Leiche dringend gesucht     | 23. März 1997    |
| 12               | 12                | Eine Hand wäscht die andere | 13. April 1997   |

## Staffel 3
| Gedrehte Episode | Gesendete Episode | Titel                     | Erstausstrahlung  |
| ---------------- | ----------------- | ------------------------- | ----------------- |
| 13               | 13                | Tod am Rosenmontag        | 22. Februar 1998  |
| 14               | 14                | Tod in Dessous            | 1. März 1998      |
| 15               | 15                | Tod eines Strohmanns      | 19. April 1998    |
| 16               | 16                | Mord im Irrenhaus         | 10. Mai 1998      |
| 17               | 17                | Der Mistgabelmord         | 17. Mai 1998      |
| 18               | 18                | Tod in der Walpurgisnacht | 16. August 1998   |
| 19               | 19                | Berg der Begierden        | 22. November 1998 |
| 20               | 20                | Tod aus dem All           | 7. Februar 1999   |

## Staffel 4
| Gedrehte Episode | Gesendete Episode | Titel                    | Erstausstrahlung |
| ---------------- | ----------------- | ------------------------ | ---------------- |
| 21               | 21                | Ein Orden für den Mörder | 24. Februar 1999 |
| 22               | 22                | Tod am Hahnenkamm        | 13. Oktober 1999 |
| 23               | 23                | Tod eines Priesters      | 20. Oktober 1999 |
| 24               | 25                | Treibjagd                | 3. Mai 2000      |

## Staffel 5
| Gedrehte Episode | Gesendete Episode | Titel                | Erstausstrahlung   |
| ---------------- | ----------------- | -------------------- | ------------------ |
| 25               | 26                | Eine tödliche Affäre | 10. Mai 2000       |
| 26               | 24                | Schöne, heile Welt   | 26. April 2000     |
| 27               | 27                | Mord im Chor         | 20. September 2000 |
| 28               | 28                | Rote Rosen           | 27. September 2000 |

## Staffel 6
| Gedrehte Episode | Gesendete Episode | Titel             | Erstausstrahlung |
| ---------------- | ----------------- | ----------------- | ---------------- |
| 29               | 29                | www.mord.de       | 4. Oktober 2000  |
| 30               | 30                | Tödliches Dreieck | 10. Oktober 2001 |
| 31               | 31                | Sioux City        | 17. Oktober 2001 |

## Staffel 7
| Gedrehte Episode | Gesendete Episode | Titel             | Erstausstrahlung |
| ---------------- | ----------------- | ----------------- | ---------------- |
| 32               | 32                | Bullenkur         | 24. Oktober 2001 |
| 33               | 34                | Mörder unter sich | 16. Januar 2002  |

## Staffel 8
| Gedrehte Episode | Gesendete Episode | Titel            | Erstausstrahlung |
| ---------------- | ----------------- | ---------------- | ---------------- |
| 34               | 35                | Liebespaarmörder | 23. Januar 2002  |
| 35               | 33                | Schlusspfiff     | 9. Januar 2002   |
| 36               | 36                | Mord mit Applaus | 13. Februar 2002 |
| 37               | 37                | Zirkusluft       | 2. Oktober 2002  |

## Staffel 9
| Gedrehte Episode | Gesendete Episode | Titel              | Erstausstrahlung |
| ---------------- | ----------------- | ------------------ | ---------------- |
| 38               | 38                | Tod nach der Disco | 23. Oktober 2002 |
| 39               | 39                | Salzburger Nockerl | 30. Oktober 2002 |
| 40               | 40                | Freier Fall        | 15. Januar 2003  |
| 41               | 41                | Malen mit Vincent  | 23. Januar 2003  |
| 42               | 42                | Berliner Luft      | 2. April 2003    |
| 43               | 43                | Klassentreffen     | 8. Oktober 2003  |

## Staffel 10
| Gedrehte Episode | Gesendete Episode | Titel                | Erstausstrahlung |
| ---------------- | ----------------- | -------------------- | ---------------- |
| 44               | 44                | Strahlende Schönheit | 15. Oktober 2003 |
| 45               | 45                | Der Heiratskandidat  | 29. Oktober 2003 |
| 46               | 46                | Süße Versuchung      | 14. Januar 2004  |
| 47               | 47                | Sport ist Mord       | 11. Februar 2004 |

## Staffel 11
| Gedrehte Episode | Gesendete Episode | Titel                     | Erstausstrahlung  |
| ---------------- | ----------------- | ------------------------- | ----------------- |
| 48               | 48                | Krieg der Sterne          | 17. März 2004     |
| 49               | 52                | Wenn die Masken fallen    | 10. November 2004 |
| 50               | 49                | Der Tölzi                 | 6. Oktober 2004   |
| 51               | 51                | Das Wunder von Wemperding | 27. Oktober 2004  |
| 52               | 50                | In guten Händen           | 13. Oktober 2004  |

## Staffel 12
| Gedrehte Episode | Gesendete Episode | Titel                       | Erstausstrahlung  |
| ---------------- | ----------------- | --------------------------- | ----------------- |
| 53               | 53                | Der Zuchtbulle              | 20. April 2005    |
| 54               | 54                | Liebesleid                  | 5. Oktober 2005   |
| 55               | 55                | Ein erstklassiges Begräbnis | 16. November 2005 |
| 56               | 56                | Mord im Kloster             | 30. November 2005 |
| 57               | 57                | Der Weihnachtsmann ist tot  | 14. Dezember 2005 |
| 58               | 58                | Kochkünste                  | 11. Januar 2006   |

## Staffel 13
| Gedrehte Episode | Gesendete Episode | Titel                  | Erstausstrahlung  |
| ---------------- | ----------------- | ---------------------- | ----------------- |
| 59               | 59                | Keiner kennt den Toten | 19. Dezember 2006 |
| 60               | 60                | Feuer und Flamme       | 27. Februar 2007  |
| 61               | 61                | Schonzeit              | 6. März 2007      |
| 62               | 62                | Wiener Brut            | 20. März 2007     |
| 63               | 63                | Krieg der Camper       | 27. März 2007     |

## Staffel 14
| Gedrehte Episode | Gesendete Episode | Titel                   | Erstausstrahlung |
| ---------------- | ----------------- | ----------------------- | ---------------- |
| 64               | 64                | Das Ende aller Sitten   | 15. April 2008   |
| 65               | 65                | Bulle und Bär           | 6. Mai 2008      |
| 66               | 66                | Die Leonhardifahrer     | 27. Mai 2008     |
| 67               | 67                | Der Zauberer im Brunnen | 3. Juni 2008     |
| 68               | 68                | Der Kartoffelkönig      | 2. Juli 2008     |
| 69               | 69                | Abenteuer Mallorca      | 3. Februar 2009  |